# Velania
Velania (en albanais : Velanija ; en serbe latin : Velanijë ; en serbe cyrillique : Веланија) est un quartier est de Pristina au Kosovo.
Elle abrite le mémorial des Partisans communistes yougoslaves de la Seconde Guerre mondiale et le cimetière des martyrs de l’UCK, où fut inhumé le premier président du peuple kosovar Ibrahim Rugova, en 2006.

## Sources
- Partisan Martyrs Cemetery at Velanija